# دايفيد بورتر
دايفيد بورتر هو راقص على الجليد كندي، ولد في 6 يوليو 1949.

## وصلات خارجية
- دايفيد بورتر على موقع قاعدة بيانات برودواي على الإنترنت (الإنجليزية)

- دايفيد بورتر على موقع أوليمبيديا (الإنجليزية)